# Jürgen Mümken

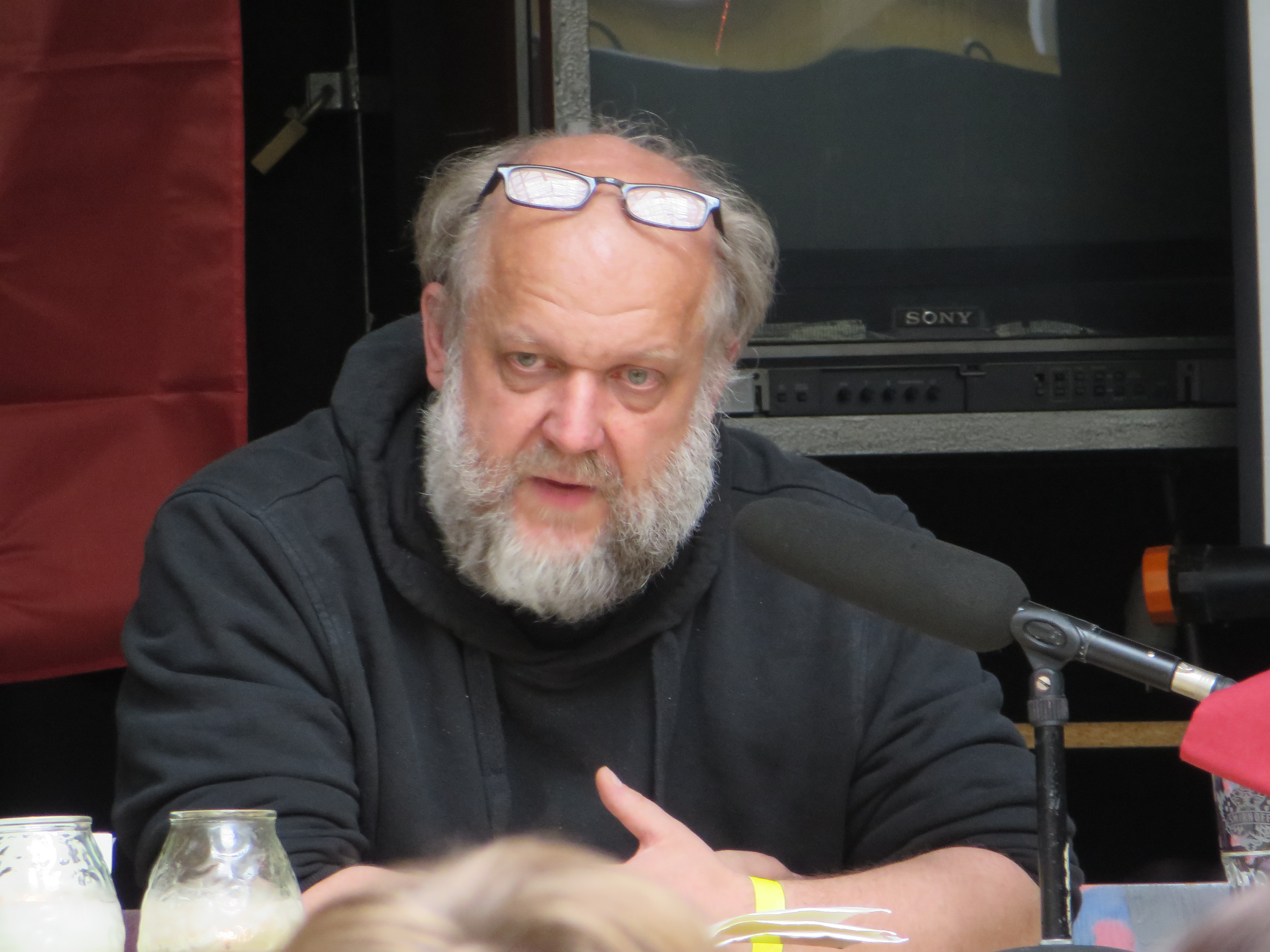
Jürgen Mümken 2014

Jürgen Mümken (* 1965 in Oeding) ist ein postanarchistischer Autor. Mümken beschäftigt sich vor allem mit dem Verhältnis von Poststrukturalismus und Anarchismus. In einigen seiner Arbeiten geht er dem Verhältnis von anarchistischer und marxistischer Staatskritik und zeichnet die Theorie des modernen Staates nach. In seiner Arbeit bezieht er sich auf Michel Foucault und das Werk Empire von Antonio Negri und Michael Hardt. Zudem erörtert er Fragen nach dem Subjekt zwischen Autonomie und Heteronomie, wobei der Schwerpunkt auf der Sex-Gender-Debatte liegt. In Schriften hat sich Mümken mit der Freien Arbeiter-Union Deutschlands (FAUD) auseinandergesetzt.

## Leben
Aufgewachsen ist Jürgen Mümken in einem Dorf im Münsterland. Nach Ausbildung zum Bauzeichner und Zivildienst studierte Jürgen Mümken an der Gesamthochschule Kassel Architektur mit den Schwerpunkten: Gefängnisarchitektur, Wohnungspolitik, Macht und Raum.
Er politisierte sich Anfang der 1980er-Jahre in der Friedensbewegung, kam 1983 mit dem Anarchismus in Kontakt und wurde über Autoren wie Augustin Souchy und Peter Kropotkin zum Anarchisten. Während des Studiums setzte er sich mit Gefängnisarchitektur auseinander und kam dabei mit dem Werk von Michel Foucault in Berührung.
In den 1990er-Jahren war er vor allem in der autonomen Bewegung aktiv. Bald kam ihm der Gedanke, die Machtanalyse von Foucault mit dem Anarchismus zu verbinden. Dabei war ihm zunächst die Analyse der Macht, die Dezentrierung des Subjekts, später die Analyse des Liberalismus und Neoliberalismus, der Begriff der Gouvernementalität (Herrschaft im Einverständnis mit den Beherrschten), die Dekonstruktion von Jacques Derrida und „Das Unbehagen der Geschlechter“ von Judith Butler wichtig. Eine erste Veröffentlichung in dieser Richtung folgte im Jahre 1998 als Artikel „Keine Macht für Niemand. Versuch einer anarchistischen Aneignung des philosophischen Projektes von Michel Foucault“ im „Schwarzen Faden“. 1997/1998 war er aktiv in der überregionalen Gruppe „Innen!Stadt!Aktion!“, die sich gegen so genannte 'Säuberungen' der Innenstädte richtete, speziell der Vertreibung von Drogenkonsumenten, Obdachlosen, Punks und Alkoholszene und hielt Vorträge dazu. Danach begann er mit der Arbeit an dem Buch „Freiheit, Individualität und Subjektivität“, das 2003 bei Edition AV erschien. Bei der Arbeit an diesem Buch entdeckte er Michail Bakunin in erster Linie als Philosophen neu und interessierte sich für die Philosophie Spinozas. In Anlehnung an den Begriff „Postanarchismus“, unter den verschiedene aktuelle Auseinandersetzungen innerhalb des Anarchismus fallen, stellte er Anfang 2005 die Website „postanarchismus.net“ online. Jürgen Mümken veröffentlicht seit den 1990er Jahren Buchrezensionen in der libertären Monatszeitschrift Graswurzelrevolution.
Seit 2007 gibt er im Verlag Edition AV die Reihe Libertäre Bibliothek heraus. In dieser werden libertäre Romane und Erzählungen neu herausgegeben. Dabei müssen sich die Autoren nicht selbst als Anarchisten gesehen haben. Die Romane und die Erzählungen haben einen libertären Inhalt oder berichten über libertäre Ereignisse.

## Postanarchismus
Die Schwerpunkte Mümkens liegen in der Erforschung der Subjektivität des Individuums in seinem Verhältnis zum neoliberalen postmodernen Staat. Er bezieht sich dabei sowohl auf marxistische Staatskritik als auch auf den Poststrukturalismus. Besonders interessiert ihn dabei der postfeministische Diskurs als Reaktion auf die gesellschaftlichen Transformationsprozesse. Ihn interessiert auch das Subjekt als autonom gewordenes, lohnabhängiges Humankapital. „Die „Selbstbestimmung“ der Individuen wird zu einer zentralen ökonomischen Ressource und einem Produktionsfaktor (…) Die Arbeit ist in diesem neoliberalen Denken nicht mehr die notwendige Einschränkung der Freiheit des Individuums“. Er denkt dabei nicht nur über Theorie, sondern bezieht die Praxis von No-Border-Bewegung (Bewegung gegen Grenzen), Peoples Global Action, den Zapatistas, den Globalisierungskritikern und Autonomen mit ein.
Mümken gibt zu, dass der postanarchistische Diskurs vor allem der englischsprachlichen Länder in den anarchistischen Debatten des deutschen Sprachraums keine Rolle spiele. Dies heiße nicht, dass dessen Diskussionen nicht trotzdem unter anderen Begriffen stattfänden. „Die verschiedenen theoretischen Auseinandersetzungen (poststrukturalistischer Anarchismus, postmoderner Anarchismus, etc.), die heute unter dem Begriff „Postanarchismus“ zusammengefasst werden, sind älter als der Begriff. (…) erst seit etwa 2001/02 werden die verschiedenen theoretischen Auseinandersetzungen mit postmodernen und poststrukturalistischen Theorien aus anarchistischer Perspektive unter Postanarchismus zusammengefasst.“ Daher spiegelt der Begriff nichts weiter als einen dezidierten Blickwinkel.
Postanarchismus stelle keine einheitliche Theorie, sondern wie der Poststrukturalismus, der Postfeminismus und der Postmarxismus eine ganze Reihe unterschiedlicher Denkrichtungen dar. Er konstatiert: „Das Menschen- und Weltbild des klassischen Anarchismus ist überholt. Das Verständnis von Herrschaft hat sich verändert und erweitert. Seit der Begründung des klassischen Anarchismus hat sich die Realität des Staates und des Kapitalismus verändert, um diese im Sinne des Anarchismus zu analysieren, ist es notwendig sich in der postmodernen und poststrukturalistischen Werkzeugskiste zu bedienen. Foucault, Deleuze, Derrida, Butler u. a. sind keine AnarchistInnen, trotzdem sind ihre theoretischen Arbeiten für eine Aktualisierung des Anarchismus von großer Bedeutung. Das Präfix „Post“ steht für eine Infragestellung und Verwerfung von einigen Grundannahmen des klassischen Anarchismus, nicht für die Aufgabe anarchistischer Ziele.“ In diesem Sinne wird Postanarchismus verstanden als Fortführung der klassischen Herrschaftskritik unter Einbeziehung postmoderner Debatten.
Mümken beschäftigt sich zudem mit zeitgenössischen Entwicklungen wie der Deregulierung des Wohnungsmarktes und Hartz-IV-Gesetze und sieht die Wohnungsfrage als Teil der sozialen Fragen.

## Schriften
- Die Ordnung des Raumes. Die Foucaultsche Machtanalyse und die Transformation des Raumes in der Moderne. edition ergon, Bensheim/Pfungstatt 1997
- Freiheit, Individualität und Subjektivität. Staat und Subjekt in der Postmoderne aus anarchistischer Perspektive. Edition AV, Frankfurt am Main 2003, ISBN 3-936049-12-2.
- Anarchosyndikalismus an der Fulda. Die FAUD in Kassel und im Widerstand gegen Nationalsozialismus und Faschismus. Edition AV, Frankfurt am Main 2004, ISBN 3-936049-36-X.
- Kapitalismus und Wohnen. Ein Beitrag zur Geschichte der Wohnungspolitik im Spiegel kapitalistischer Entwicklungsdynamik und sozialer Kämpfe.  Edition AV, Lich 2006, ISBN 3-936049-64-5.
- Die Ordnung des Raumes. Foucault, Bio-Macht, Kontrollgesellschaft und Transformation des Raumes in der Moderne. Edition AV, Lich 2012, ISBN 978-3-86841-070-9.
- Anarchismus und Philosophie. Textsammlung. Edition AV, Lich 2015, ISBN 978-3-86841-114-0.

## Herausgeberschaft
- Anarchismus in der Postmoderne. Beiträge zur anarchistischen Theorie und Praxis. Edition AV 2005, ISBN 3-936049-37-8.
- „Antisemit, das geht nicht unter Menschen“. Anarchistische Positionen zu Antisemitismus, Zionismus und Israel. Band  (zusammen mit Siegbert Wolf): Von Proudhon bis zur Staatsgründung. Edition AV, Lich/Hessen 2013, ISBN 978-3-86841-088-4
- „Antisemit, das geht nicht unter Menschen“. Anarchistische Positionen zu Antisemitismus, Zionismus und Israel. Band 2: Von der Staatsgründung bis heute. Edition AV, Lich/Hessen 2014, ISBN 978-3-86841-118-8 (zusammen mit Siegbert Wolf)
- Kischinew – Das Pogrom 1903. Edition AV, Lich/Hessen 2016, ISBN 978-3-86841-123-2 (zusammen mit Andreas H. Hohmann)